# Lenartowice (Sainte-Croix)
Pour les articles homonymes, voir Lenartowice.
Lenartowice est une localité polonaise de la gmina et du powiat de Staszów en voïvodie de Sainte-Croix.